# Michelia coriacea
Michelia coriacea là một loài thực vật thuộc họ Magnoliaceae. Đây là loài đặc hữu của Trung Quốc.